# Латковац
Латковац је насеље у Србији у општини Александровац у Расинском округу. Према попису из 2022. има 331 становника (према попису из 2011. било је 416 становника).

## Демографија
У насељу Латковац живи 388 пунолетних становника, а просечна старост становништва износи 42,6 година (42,3 код мушкараца и 42,9 код жена). У насељу има 139 домаћинстава, а просечан број чланова по домаћинству је 3,41.
Ово насеље је скоро у потпуности насељено Србима (према попису из 2002. године), а у последњих пет пописа, примећен је пад у броју становника.
|  |

| Демографија | Демографија | Демографија |
| Година      | Становника  | Становника  |
| ----------- | ----------- | ----------- |
| 1948.       | 724         |             |
| 1953.       | 780         |             |
| 1961.       | 775         |             |
| 1971.       | 756         |             |
| 1981.       | 674         |             |
| 1991.       | 574         | 551         |
| 2002.       | 474         | 502         |
| 2011.       | 416         |             |
| 2022.       | 331         |             |

| Етнички састав према попису из 2002.‍ | Етнички састав према попису из 2002.‍ | Етнички састав према попису из 2002.‍ | Етнички састав према попису из 2002.‍ | Етнички састав према попису из 2002.‍ |
| ------------------------------------ | ------------------------------------ | ------------------------------------ | ------------------------------------ | ------------------------------------ |
|                                      |                                      |                                      |                                      |                                      |
| Срби                                 | Срби                                 |                                      | 469                                  | 98,94%                               |
| Црногорци                            | Црногорци                            |                                      | 1                                    | 0,21%                                |
| Словенци                             | Словенци                             |                                      | 1                                    | 0,21%                                |
| непознато                            | непознато                            |                                      | 3                                    | 0,63%                                |

## Историја
Први писани записи села Латковац налазе се у турским дефтерима из 16. века где се село помиње као Влатковац. Добар географски положај и удаљеност од путева утицали су да место буде насељено без прекида. Село је за време Турака, па и касније, било ограђено једном оградом. Изван ограде су биле шуме. Становници Латковца су се доселили из Црне Горе. Садашња територија Александровца је до половине 20. века била подељена на 20 општина. Латковац је био средиште једне од њих.

## Етно-село
У Латковцу се налази етно-заселак који се састоји од четири куће старе више од једног века. Најстарија кућа (стара око 200 година) била је судница пре него што је почетком 20. века прешла у приватно власништво. Село је преживело оба светска рата и чува веома занимљиве историјске приче.
У етно-селу се организују уметничко – едукативне радионице: сликарство, етно музика, позориште, калиграфија, керамика, поезија, историја, археологија, екологија, стари занати (ткање, вез, штрикање, шивење, предење вуне, корпарство, коваштво, столарство, казанџија, шеширџија, часовничар).
| Година пописа     | 1948. | 1953. | 1961. | 1971. | 1981. | 1991. | 2002. |
| ----------------- | ----- | ----- | ----- | ----- | ----- | ----- | ----- |
| Број домаћинстава | 105   | 113   | 125   | 135   | 144   | 146   | 139   |

| Број чланова      | 1  | 2  | 3  | 4  | 5  | 6  | 7 | 8 | 9 | 10 и више | Просек |
| ----------------- | -- | -- | -- | -- | -- | -- | - | - | - | --------- | ------ |
| Број домаћинстава | 21 | 36 | 27 | 19 | 11 | 18 | 2 | 2 | 1 | 2         | 3,41   |

| Пол    | Укупно | Неожењен/Неудата | Ожењен/Удата | Удовац/Удовица | Разведен/Разведена | Непознато |
| ------ | ------ | ---------------- | ------------ | -------------- | ------------------ | --------- |
| Мушки  | 213    | 63               | 140          | 9              | 1                  | 0         |
| Женски | 186    | 17               | 132          | 30             | 3                  | 4         |
| УКУПНО | 399    | 80               | 272          | 39             | 4                  | 4         |

| Пол    | Укупно                    | Пољопривреда, лов и шумарство | Рибарство                            | Вађење руде и камена | Прерађивачка индустрија       |
| ------ | ------------------------- | ----------------------------- | ------------------------------------ | -------------------- | ----------------------------- |
| Мушки  | 131                       | 99                            | 0                                    | 1                    | 22                            |
| Женски | 70                        | 62                            | 0                                    | 0                    | 5                             |
| УКУПНО | 201                       | 161                           | 0                                    | 1                    | 27                            |
| Пол    | Производња и снабдевање   | Грађевинарство                | Трговина                             | Хотели и ресторани   | Саобраћај, складиштење и везе |
| Мушки  | 0                         | 1                             | 2                                    | 0                    | 0                             |
| Женски | 0                         | 0                             | 0                                    | 0                    | 0                             |
| УКУПНО | 0                         | 1                             | 2                                    | 0                    | 0                             |
| Пол    | Финансијско посредовање   | Некретнине                    | Државна управа и одбрана             | Образовање           | Здравствени и социјални рад   |
| Мушки  | 0                         | 0                             | 0                                    | 4                    | 1                             |
| Женски | 0                         | 0                             | 0                                    | 2                    | 1                             |
| УКУПНО | 0                         | 0                             | 0                                    | 6                    | 2                             |
| Пол    | Остале услужне активности | Приватна домаћинства          | Екстериторијалне организације и тела | Непознато            | Непознато                     |
| Мушки  | 0                         | 0                             | 0                                    | 1                    | 1                             |
| Женски | 0                         | 0                             | 0                                    | 0                    | 0                             |
| УКУПНО | 0                         | 0                             | 0                                    | 1                    | 1                             |